# Gesellschaft für Mukopolysaccharidose
Die Gesellschaft für Mukopolysaccharidosen e.V. (MPS e.V.) ist eine bundesweit tätige Patientenorganisation für Menschen mit Mukopolysaccharidosen, Mukolipidosen, Alpha-Manisodosen und verwandten lysosomalen Speicherkrankheiten in Deutschland. Der Verein setzt sich für ein selbstbestimmtes Leben mit diesen seltenen, unheilbaren Erkrankungen ein. Der Sitz und die Geschäftsstelle befinden sich in Aschaffenburg.

## Geschichte
Die Gesellschaft für Mukopolysaccharidose e.V. wurde im Jahr 1986 in der Stadt Bochum von betroffenen Eltern gegründet, um Familien mit MPS-Erkrankungen zu unterstützen und die Forschung voranzutreiben.
Eine Beratungs- und Geschäftsstelle mit hauptamtlichen Mitarbeitern existiert seit dem Jahr 2003. Im Jahr 2017 führt der Verein 830 Mitglieder, davon etwa 600 MPS-Familien. Rund 400 Personen befinden sich in Betreuung. Der Verein hat 25 Regionalkontakte in den Bundesländern.

## Ziele und Aufgaben
Die Hauptziele des Vereins umfassen:
- Unterstützung von Betroffenen und ihren Familien
- Förderung der Forschung zu MPS-Erkrankungen
- Aufklärung und Öffentlichkeitsarbeit
- Verbesserung der medizinischen Versorgung

Zu den konkreten Aufgaben gehören:
- Beratung und Seelsorge sowie Informationsvermittlung für Betroffene
- Organisation von Fachtagungen und Familienkonferenzen
- Förderung des Erfahrungsaustauschs zwischen Betroffenen
- Unterstützung bei der Beantragung von Hilfsmitteln und Therapien
- Zusammenarbeit mit Ärzten und Wissenschaftlern

## Struktur des Vereins

### Vorstand
Der MPS e.V. wird von einem ehrenamtlichen Vorstand geleitet. Mitglieder sind sowohl betroffene Familien als auch Ärzte und Wissenschaftler. Der enge Kontakt zwischen Patienten und betreuenden Ärzten soll einen raschen Erfahrungsaustausch ermöglichen.

#### Aktuelle Mitglieder des Vorstandes
1. Georg Schetter, 1. Vorsitzender
2. Björn Watermann, 1. stellvertretender Vorsitzender
3. Arnd Wendland, 2. stellvertretender Vorsitzender
4. Lukas Seidel, 3. stellvertretender Vorsitzender
5. Astrid Schulz, Schriftführerin
6. Dieter Würker-Friedel, Schatzmeister[2]

Der Vorstand wird von ehrenamtlichen Mitgliedern des Vereins unterstützt und beraten.

#### Ehemalige Vorsitzende
1. Jürgen Zumbro (1986–1999)
2. Thomas Baum (1999–2014) (erhielt 2010 das Bundesverdienstkreuz)[3]
3. Michaela Giel (2014–2020)

### Geschäftsstelle
Die Geschäftsstelle der Gesellschaft für Mukopolysaccharidose e.V. ist das administrative Zentrum des Vereins und spielt eine zentrale Rolle in der Umsetzung der Vereinsziele. Sie ist für die täglichen organisatorischen Aufgaben verantwortlich.

#### Aufgaben der Geschäftsstelle
Die Hauptaufgaben der Geschäftsstelle umfassen:
- Mitgliederverwaltung: Pflege der Mitgliederdatenbank, Bearbeitung von Neuanmeldungen und Kündigungen.
- Informationsvermittlung: Bereitstellung von Informationen über Mukopolysaccharidosen, Therapien und Unterstützungsangebote für Betroffene und Angehörige.
- Organisation von Veranstaltungen: Planung und Durchführung von Fachtagungen, Workshops und Familientreffen, um den Austausch zwischen Betroffenen, Ärzten und Wissenschaftlern zu fördern.
- Öffentlichkeitsarbeit: Erstellung von Informationsmaterialien, Pflege der Website und der sozialen Medien, um das Bewusstsein für Mukopolysaccharidosen zu erhöhen.
- Koordination von Projekten: Unterstützung bei Forschungsprojekten und Initiativen zur Verbesserung der medizinischen Versorgung.

## Mitgliedschaften und Kooperationen
Die Gesellschaft für Mukopolysaccharidose e.V. ist Mitglied in verschiedenen Dachverbänden und Netzwerken:
- Mitgründer der Allianz Chronischer Seltener Erkrankungen (ACHSE) e.V.[4]
- Mitglied im Paritätischen Wohlfahrtsverband
- Kooperationen mit anderen nationalen und internationalen MPS-Gesellschaften

## Publikationen
Der Verein gibt regelmäßig Informationsmaterialien und Publikationen heraus:
- MPS-Nachrichten (Mitgliederzeitschrift)
- Informationsbroschüren zu den verschiedenen MPS-Typen
  - Symptomatische Therapien bei MPS, ML und Alpha-Mannosidose[5]
- Ratgeber für Betroffene und Angehörige
- Wissenschaftliche Publikationen in Zusammenarbeit mit Forschern

Die Gesellschaft für Mukopolysaccharidose e.V. leistet einen wichtigen Beitrag zur Verbesserung der Lebensqualität von Menschen mit MPS-Erkrankungen und treibt die Forschung und Entwicklung neuer Therapieansätze voran.